# Pogányfalva

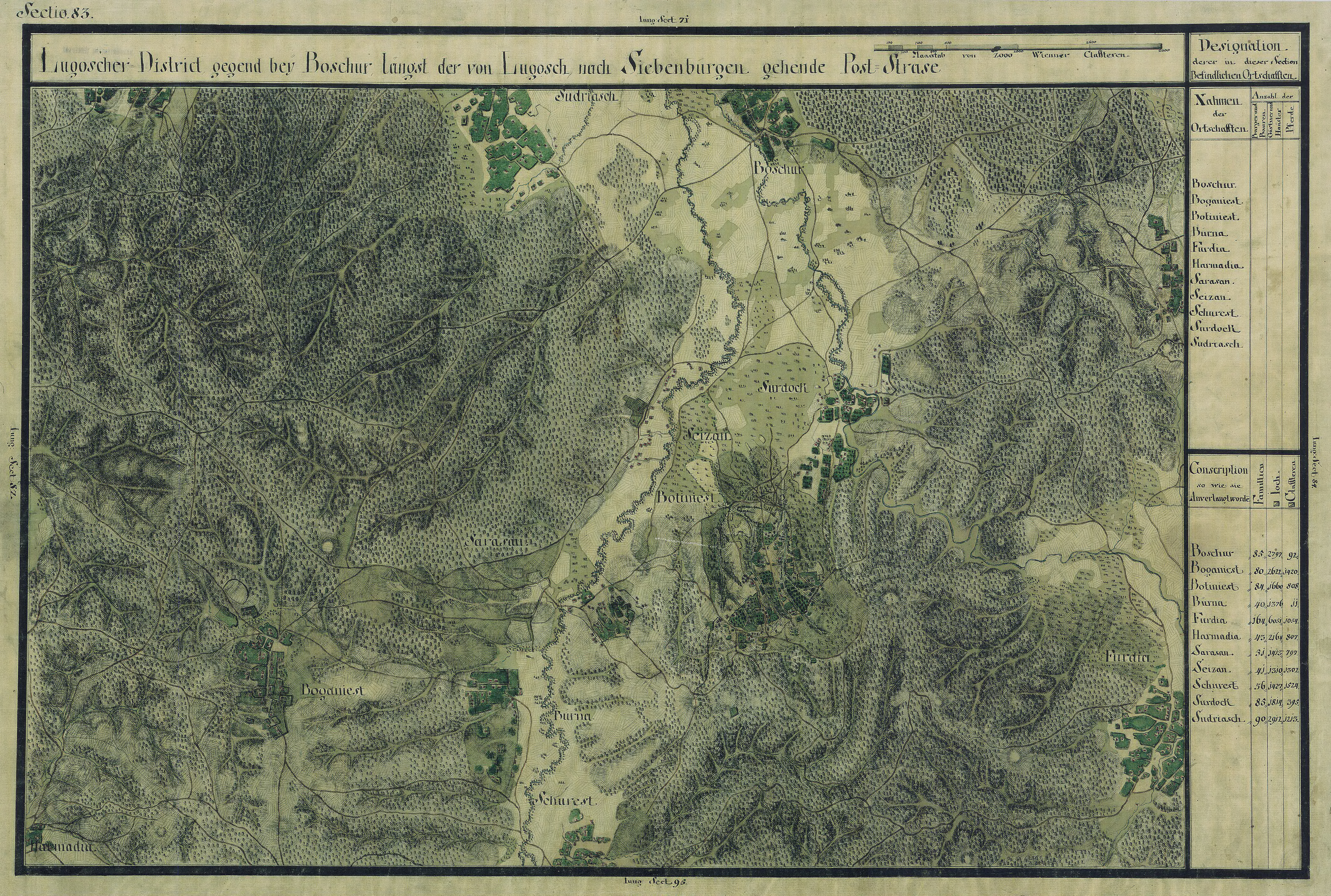
Pogányfalva egy régi térképen

Pogányfalva, románul: Pogănești, ukránul: Погенешть, falu Romániában, a Bánságban, Temes megyében.

## Fekvése
Lugostól északkeletre fekvő település.

## Története
Pogányfalva nevét 1453-ban említette először oklevél Poganfalva néven. 1454-ben Poganfalwa Zsupánhoz tartozott. 1514-1516 között Paganesth, 1529-ben Poganesd, 1617-ben Poganiezthi, 1690-1700 között Pogonis, 1717-ben Poganese, 1808-ban Poganyest, Poganesti, 1913-ban Pogányfalva néven volt említve.
1851-ben Fényes Elek írta a településről: „Poganyest, oláh falu, Krassó vármegyében, Lugoshoz 1 1/2 órányira: 410 óhitű lakossal, anyatemplommal. Földesura a Joanovics család.”
A trianoni békeszerződés előtt Krassó-Szörény vármegye Lugosi járáságoz tartozott.
1910-ben 541 lakosából 524 román, 7 szerb, 6 magyar volt. Ebből 531 görög keleti ortodox, 9 római katolikus volt.